# Nederlandse Supercup 1994
In het kader van de Nederlandse Supercup 1994 speelden bekerwinnaar van 1993/1994 Feyenoord en landskampioen van 1993/1994 Ajax tegen elkaar. De wedstrijd werd gespeeld op 21 augustus 1994 in het Olympisch stadion in Amsterdam en met 3-0 gewonnen door Ajax.
Doelpuntenmakers voor Ajax waren Jari Litmanen, Tarik Oulida en Patrick Kluivert.

## Voorafgaand aan de wedstrijd
- Nadat PTT zich had teruggetrokken als sponsor, was deze editie de eerste sinds de herstart in 1991 die niet gekoppeld was aan een sponsornaam, en daarom simpelweg Supercup werd genoemd.
- De Nederlandse Supercup 1994 was het tweede Supercup-duel tussen Ajax en Feyenoord. In 1993 speelden beide ploegen voor het eerst tegen elkaar om de prijs, Ajax won met 4-0.
- Voorafgaand aan deze editie had Feyenoord driemaal om de Nederlandse Supercup gespeeld (eenmaal winst). Ajax speelde alleen in 1993 om de prijs.
- Feyenoord had de finale van de KNVB beker 1993/1994 gewonnen met 2-1 van N.E.C., dat in de halve finale Ajax had uitschakeld.
- Ajax won de landstitel van 1994 met 54 punten (omgerekend naar driepuntensysteem 80 punten). Feyenoord werd tweede met 52 punten (omgerekend naar driepuntensysteem 70 punten).
- Feyenoord en Ajax speelden in het seizoen 1993/1994 drie officiële duels tegen elkaar. Buiten het Supercup-duel (Feyenoord-Ajax 0-4) speelde men tweemaal tegen elkaar in competitieverband. Ajax-Feyenoord eindigde in 2-2, Feyenoord-Ajax in 2-1.

## Wedstrijd

### Wedstrijddetails
|                            |                                      |       |           |                                                                                     |
| 21 augustus 1994 Super Cup | Ajax                                 | 3 – 0 | Feyenoord | Olympisch Stadion, Amsterdam Toeschouwers: 23.500 Scheidsrechter: John Blankenstein |
| 21 augustus 1994 Super Cup | Litmanen 13' Oulida 21' Kluivert 25' |       |           | Olympisch Stadion, Amsterdam Toeschouwers: 23.500 Scheidsrechter: John Blankenstein |

| Ajax | Feyenoord |

| Ajax:          |                   |            |
|                |                   |            |
| GK             | Edwin van der Sar |            |
| RB             | Michael Reiziger  | Kreeg geel |
| CB             | Danny Blind       | Kreeg geel |
| CB             | Frank Rijkaard    | 67'        |
| LB             | Sonny Silooy      |            |
| CM             | Ronald de Boer    |            |
| CM             | Tarik Oulida      | 36'        |
| AM             | Jari Litmanen     |            |
| RW             | Finidi George     |            |
| CF             | Patrick Kluivert  |            |
| LW             | Marc Overmars     |            |
| Wisselspelers: |                   |            |
| MF             | Clarence Seedorf  | 36'        |
| FW             | Peter van Vossen  | 67'        |
| GK             | Fred Grim         |            |
| AM             | Martijn Reuser    |            |
| Coach:         |                   |            |
| Louis van Gaal |                   |            |

| Feyenoord:         |                   |            |
|                    |                   |            |
| GK                 | Ed de Goeij       |            |
| RB                 | Ulrich van Gobbel |            |
| CB                 | Orlando Trustfull |            |
| CB                 | Henk Fraser       |            |
| LB                 | Errol Refos       | Kreeg geel |
| CM                 | Peter Bosz        | Kreeg geel |
| CM                 | Rob Witschge      |            |
| AM                 | Dean Gorré        |            |
| RW                 | Gaston Taument    | 72'        |
| CF                 | Henrik Larsson    |            |
| LW                 | Regi Blinker      |            |
| Wisselspelers:     |                   |            |
| FW                 | József Kiprich    | 72'        |
| Coach:             |                   |            |
| Willem van Hanegem |                   |            |

## Trivia
- Namens Ajax maakte Patrick Kluivert zijn debuut in het betaald voetbal. Voor Michael Reiziger was het zijn officiële rentree bij Ajax, na sinds 1992 verhuurd te zijn.
- In 1994 werd voor het laatst een Supercup-duel in het Olympisch Stadion gespeeld. In 1995 werd de wedstrijd in De Kuip gespeeld, sinds de hernoeming naar de Johan Cruijff-Schaal in 1996 werd in de Amsterdam ArenA, nu Johan Cruijff ArenA, gespeeld. En sinds 2017 wisselend in het stadion van de kampioen.

1949 · 1989 · 1991 · 1992 · 1993 · 1994 · 1995 · 1996 · 1997 · 1998 · 1999 · 2000 · 2001 · 2002 · 2003 · 2004 · 2005 · 2006 · 2007 · 2008 · 2009 · 2010 · 2011 · 2012 · 2013 · 2014 · 2015 · 2016 · 2017 · 2018 · 2019 · 2020 · 2021 · 2022 · 2023 · 2024